# Sarcófago de Seianti Hanunia Tlesnasa

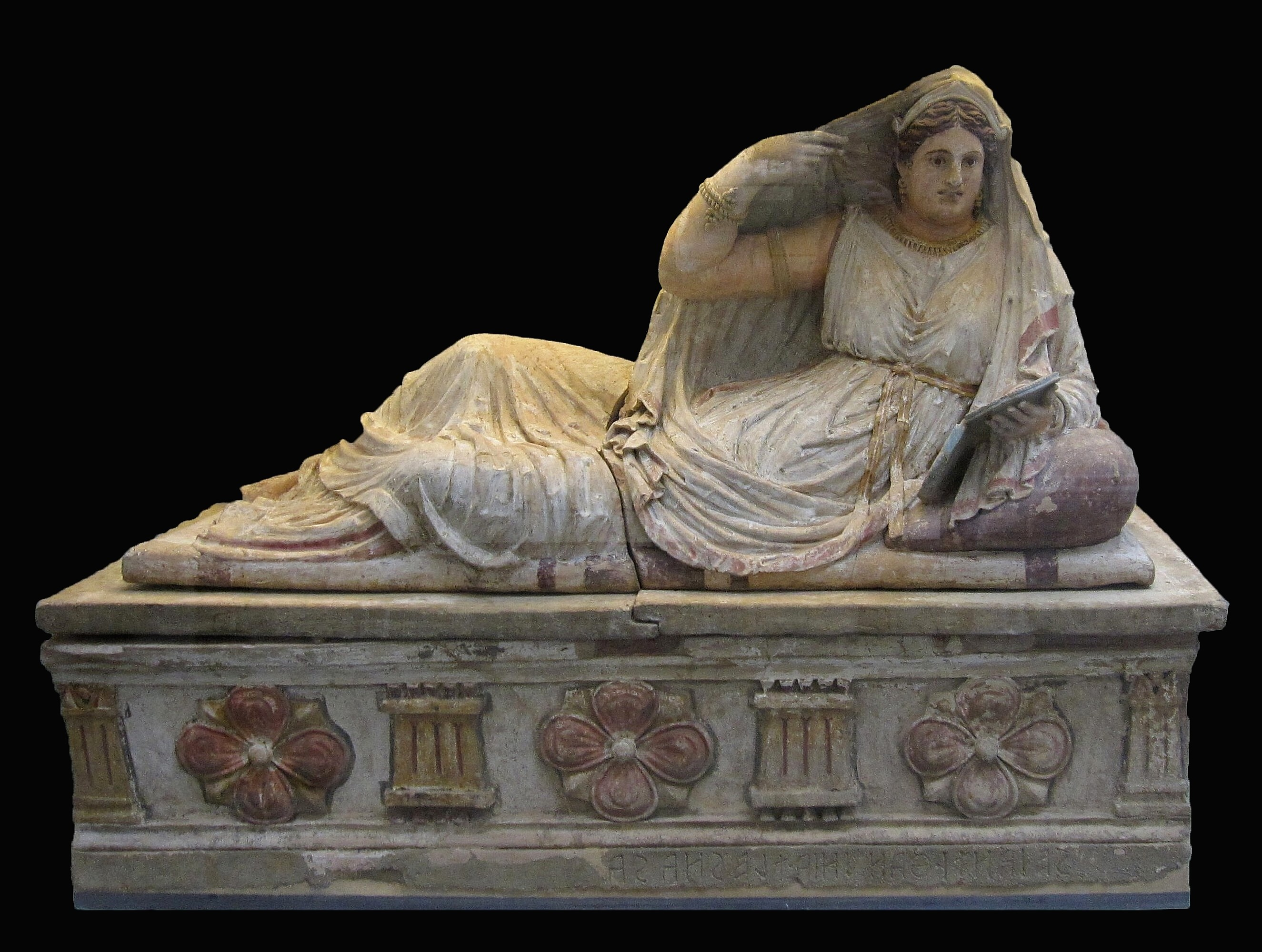
Sarcófago de Seianti Hanunia Tlesnasa.

El sarcófago de Seianti Hanunia Tlesnasa es un artefacto etrusco del siglo II a. C. descubierto en 1886 cerca de Chuisi. El sarcófago se conserva en el Museo Británico de Londres. Es una de las obras más importantes del arte funerario etrusco final.

## Descripción del sarcófago

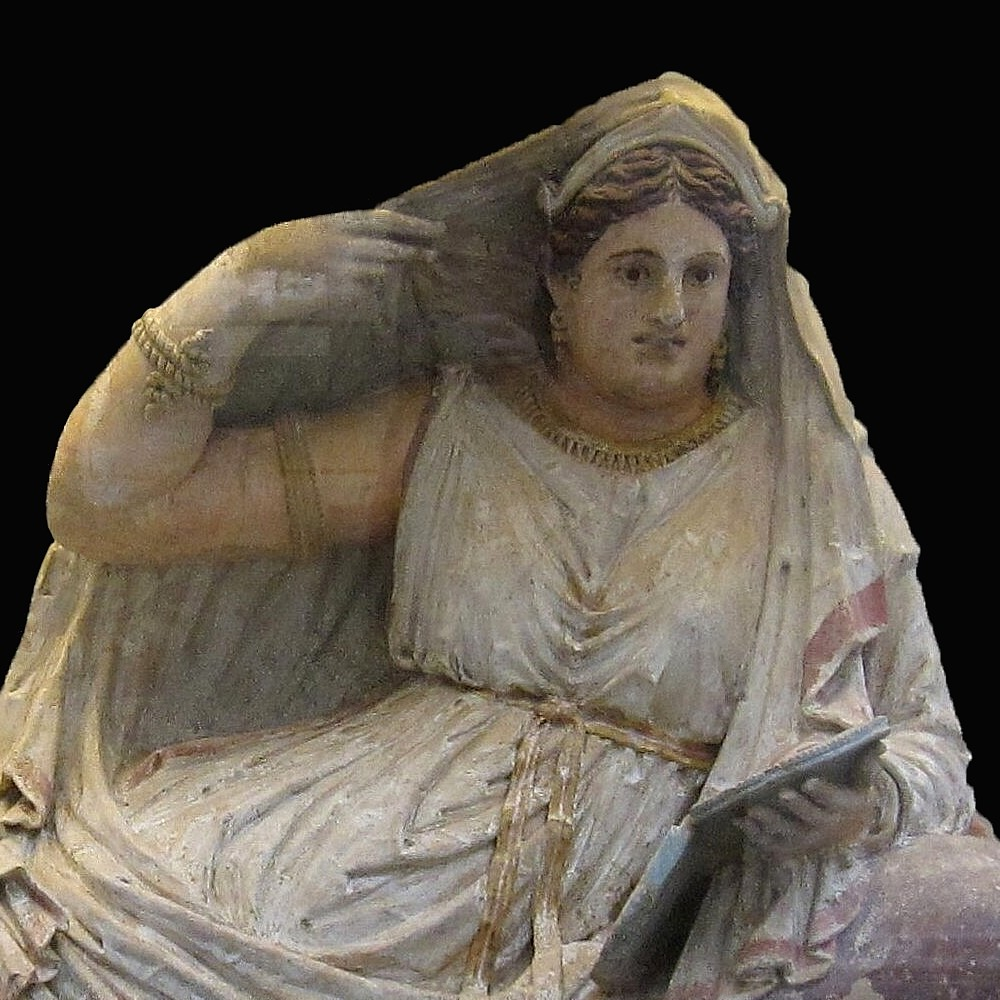
Detalle de la tapa del sarcófago.

Con 1,83 m de largo, 70 cm ancho, 42 cm de alto y 750 kg de peso el sarcófago está hecho de terracota y cubierto con una capa blanca que simula al mármol. En esta capa ciertos elementos fueron pintados con colores intensos y brillantes, de los cuales aún quedan restos. El sarcófago está decorado en secuencia alterna con elementos arquitectónicos (triglifos) y ornamentos florales (rosetas). La tapa está dividida por la mitad en dos losas.
Sobre el sarcófago, se representa a una mujer joven, que está recostada en un colchón y apoyada en una almohada con el codo izquierdo. En su mano izquierda sostiene un espejo. Con la mano derecha acomoda el velo que la cubre. Lleva joyas de oro, que incluyen anillos en los dedos, aretes, un collar, brazaletes en la parte superior del brazo y el antebrazo y una diadema en la cabeza. Su cabello castaño rojizo está dividido al medio y peinado hacia atrás en finas ondas. El vestido sin mangas, largo hasta el suelo, está recogido en la cintura con una cinta anudada, cuyos extremos cuelgan como adorno. Sobre el vestido lleva una ligera sobretúnica corta hasta las rodillas. La ropa forma finos pliegues sobre un cuerpo exuberante y bien formado. La figura es algo más grande del natural porque está sobre un sarcófago de 1,83 m de largo con las rodillas ligeramente dobladas, es decir, de pie tendría 2 m de alto.
No está claro en qué ocasión o evento se representa a la difunta. Un banquete en el reino de los muertos parece posible, un tema que se repite regularmente en las pinturas de las tumbas etruscas. Sin embargo, aparte de la posición recostada, no hay más indicios de festín. A las mujeres etruscas y romanas, a diferencia de las griegas, se les permitía asistir a los banquetes y recostarse a la mesa. Debido al velo y al atuendo festivo, es más probable que la difunta sea retratada como una novia y que la ocasión sea su boda. Quizás Seianti ya está en el inframundo y mira hacia arriba desde su espejo como si estuviera esperando a alguien. Investigaciones recientes han demostrado que lo que solía interpretarse como escenas de despedida en las pinturas de las tumbas son en realidad saludos para dar la bienvenida a los recién llegados.

## Clasificación del sarcófago

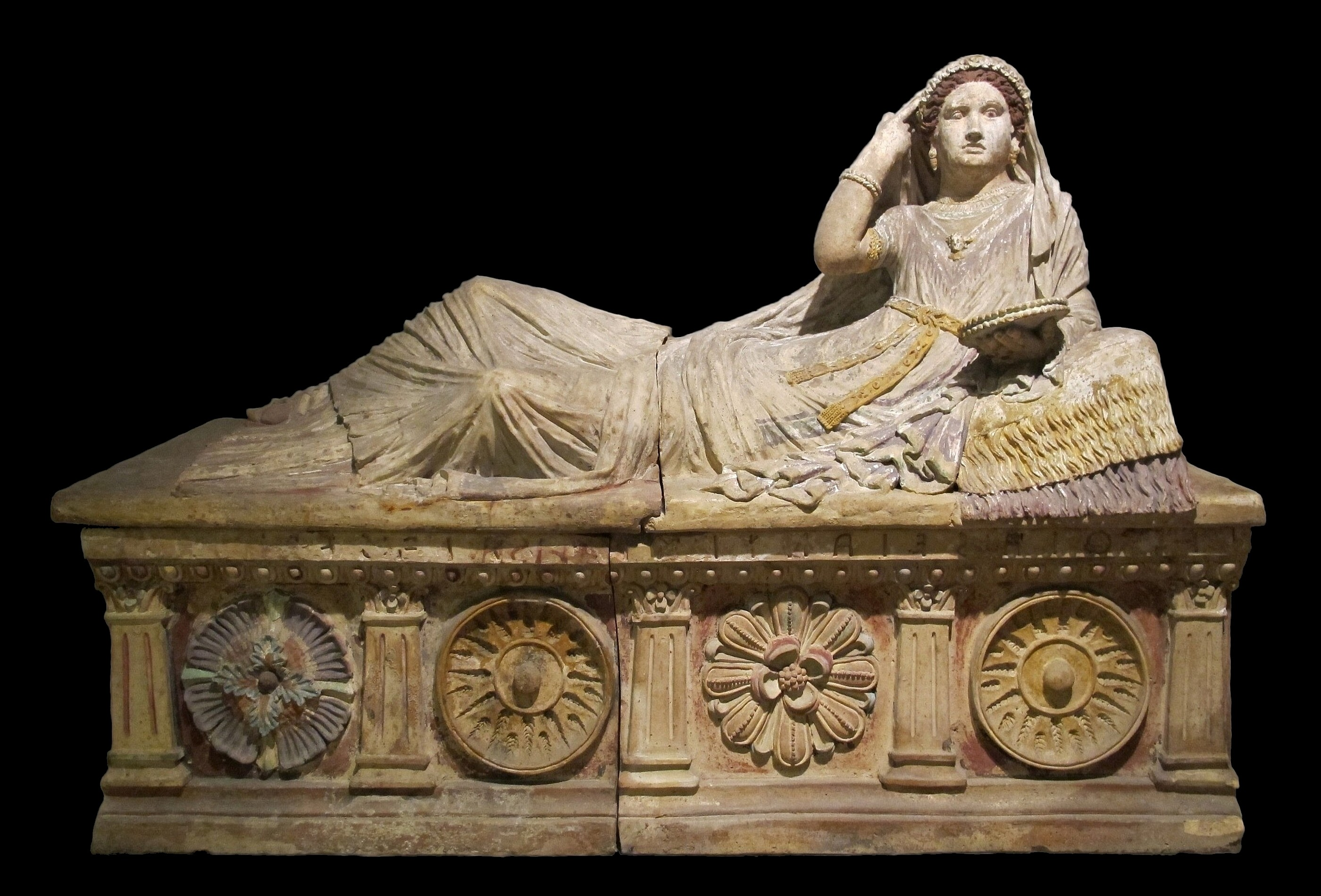
Sarcófago de Larthia Seianti.

En términos de estilo y tecnología, el sarcófago es similar al sarcófago de Larthia Seianti, que proviene de una tumba de varias cámaras cerca de Chuisi y que ahora se encuentra en el Museo Arqueológico Nacional de Florencia. Es probable que ambas personas pertenecieran a la misma familia aristocrática. La construcción de las cámaras funerarias y el estilo de los objetos encontrados en ellas se remontan al siglo II a. C. Algunas investigaciones recientes datan ambos sarcófagos alrededor del 150 a. C. Según otra opinión, el sarcófago de Larthia Seianti es de 20 a 30 años más antiguo y data de 180 a 170 a. C. 
Los dos sarcófagos están finamente elaborados y ricamente decorados en comparación con otros sarcófagos de terracota. Los colores utilizados, como el llamado azul egipcio, del que se pueden encontrar restos en el espejo, eran preciosos y caros. La producción del sarcófago también requirió una gran habilidad. La figura de Seianti se realizó en cinco partes, que se ensamblaron después.
En Etruria se utilizaban varios tipos de piedra local para urnas y sarcófagos, pero aparte del alabastro, que se hallaba principalmente en la región de Volterra, los etruscos no tenían acceso al mármol. Las canteras de mármol de Carrara solo comenzaron a explotarse en el siglo I a. C. Por lo tanto, la terracota era el material preferido para las esculturas tanto funerarias como con las que los etruscos decoraban los templos, mientras que las estatuas, pocas de las cuales han sobrevivido al tiempo, habitualmente estaban hechas de bronce.

## Inscripción en el sarcófago
Antes de hornear la arcilla, se grabó una inscripción etrusca en la base del sarcófago, escrita de derecha a izquierda con letras invertidas en espejo de acuerdo con los hábitos de escritura etruscos:
La lectura de la inscripción reconocida hoy es:
SEIANTI HANUNIA TLESNASA
SEIANTI es un nomen común localmente en este período. Al principio se asumió que el segundo nombre comienza con la letra Θ (theta) y por lo tanto reflejaba el primer nombre como THANUNIA. La mención del nomen antes del primer nombre no era infrecuente entre los etruscos. Investigaciones posteriores sin embargo, llegaron a la conclusión de que esta letra es una H etrusca y el nombre es HANUNIA. El descubrimiento de otras seis inscripciones con este nombre en el área alrededor de Chiusi, incluido el nombre de VELIA SEIANTI HANUNIA, sugiere que HANUNIA no es un nombre de pila, sino un nomen o apellido. Ahora se cree que Seianti y Hanunia eran dos familias etruscas importantes y que la difunta era descendiente de estas familias. Dado que TLESNASA parece ser el nomen del esposo, se enumeran tres apellidos en la inscripción sin que se mencione el nombre de la difunta.
La inscripción sugiere que la fallecida sabía leer y escribir. Dado que en ocasiones se proporcionaban en el ajuar funerario objetos como espejos, vasijas y telares con los nombres de sus propietarias y las mujeres etruscas gozaban de gran reputación social en esta cultura, se puede suponer que al menos las aristócratas etruscas sabían leer y escribir. Como Seianti pertenecía a una familia importante y rica, estaría alfabetizada.

## Examen del esqueleto

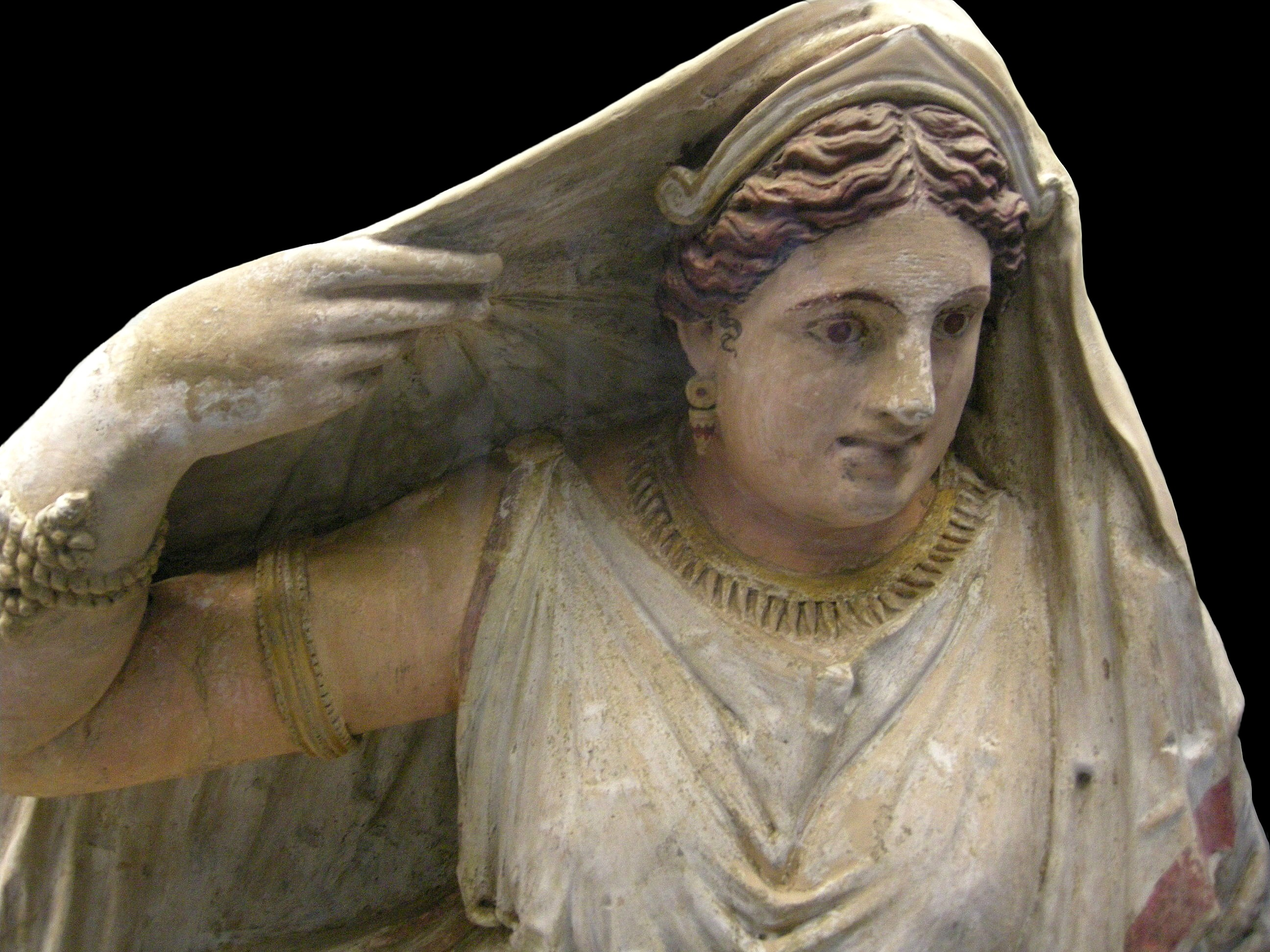
Detalle de la figura sobre el sarcófago.

El esqueleto de Seianti Hanunia Tlesnasa todavía reposa en el sarcófago. La difunta fue evidentemente representada muy idealizada y rejuvenecida, porque el cráneo encontrado en el sarcófago, en el que faltan varios dientes y los restantes están gastados, sugiere una mujer de mediana edad. Los análisis revelaron que al momento del deceso la mujer era obesa, medía 1,54 m de altura y tenía entre 50 y 55 años, lo que corresponde aproximadamente a la estatura media y la esperanza de vida de una mujer en esa época y lugar. Un estudio mediante radiocarbono mostró que la persona vivió entre 250 y 100 a. C. 
En 2002, un equipo de expertos dirigido por Judith Swaddling llevó a cabo un extenso examen médico del esqueleto y elaboró un informe detallado. Al parecer, de joven, la fallecida había sufrido un traumatismo en los tejidos blandos de la pelvis derecha y la columna inferior. Las lesiones probablemente resultaron en hematomas, necrosis y cambios en el tejido óseo y le causaron dolor de por vida y movilidad restringida en la cadera y el área pélvica. La fallecida también sufrió daño en la articulación temporomandibular derecha, que se produjo aproximadamente al mismo tiempo, dejándola con dolor en la articulación y abscesos. Es posible que haya tenido que comer alimentos blandos especialmente preparados y que tuviera dificultades para hablar. También había sufrido una fractura del hueso orbitario debajo del ojo derecho en su juventud.
Las lesiones mencionadas probablemente ocurrieron todas al mismo tiempo y se remontan a un accidente grave. Seianti debió golpear un objeto duro con el costado derecho, por ejemplo cayendo contra una roca o el tronco de un árbol. Al hacerlo, es posible que también hubiera perdido algunos dientes. Se puede sospechar que un accidente de carromato es la causa de las lesiones. A pesar de las limitaciones, Seianti gozaba de una salud relativamente buena, había dado a luz al menos un hijo y no había desarrollado escoliosis ni artritis. Como aristócrata, probablemente tenía suficientes sirvientes para ayudar a hacer su vida más cómoda.
La reconstrucción facial se realizó a partir del cráneo cubriendo gradualmente un molde del cráneo con capas de arcilla, según el grosor de la piel y los músculos, y teniendo en cuenta la edad y la salud de la persona. El resultado muestra una cierta correspondencia entre los rasgos faciales de la figura y la retratada. Este toque de realismo en el arte etrusco distingue la obra de las creaciones helenísticas contemporáneas, que, firmemente arraigadas en la tradición griega, muestran mayor idealización.

## Descubrimiento de la tumba

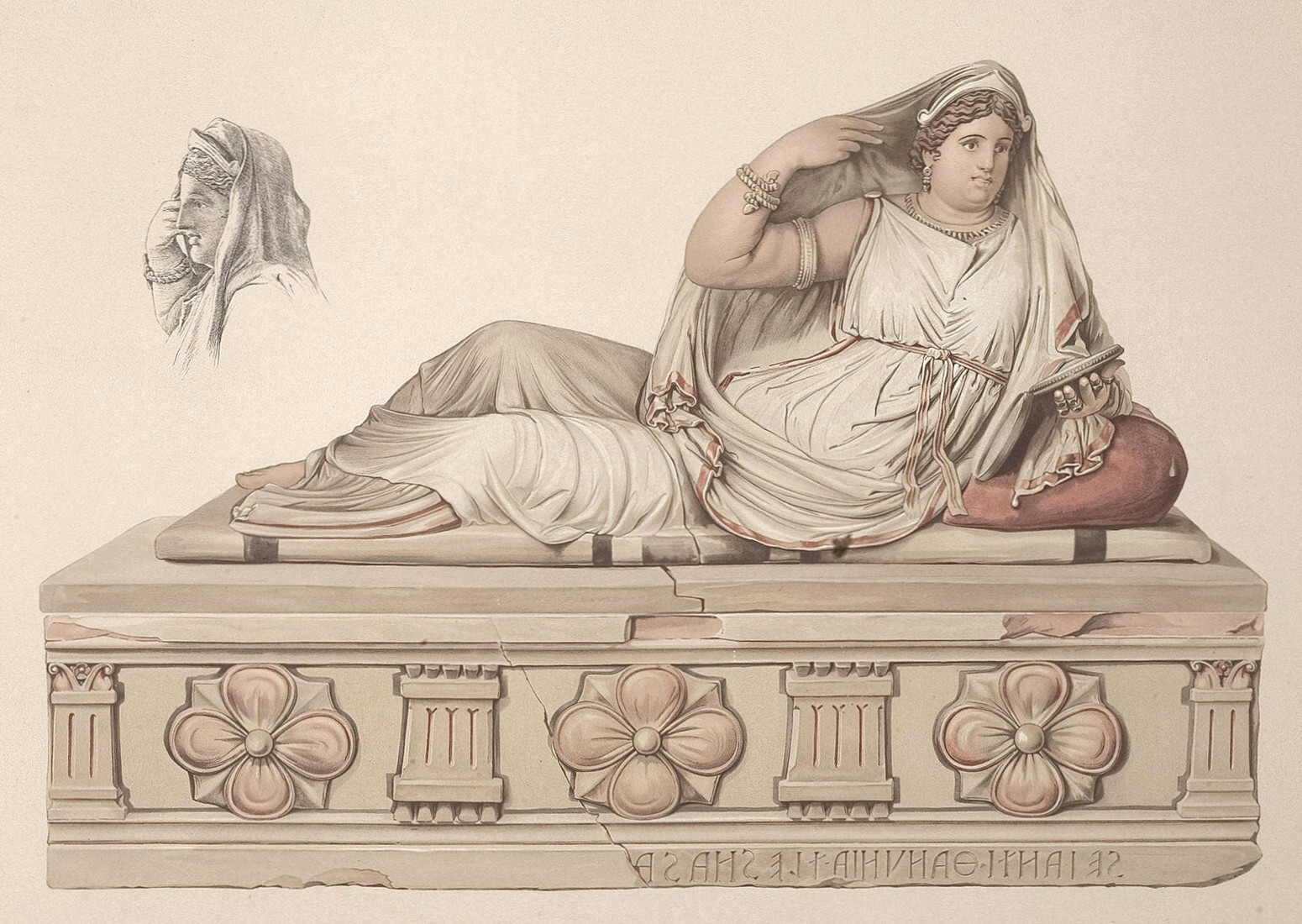
Dibujo de Monumentos antiguos del Instituto Arqueológico Imperial Alemán (1891).

A seis km al oeste de Chiusi en Poggio Cantarello se descubrió en 1886 una tumba de una sola cámara en la que estaba el sarcófago de Seianti Hanunia Tlesnasa. Un largo pasillo (dromos) conduce a la cámara funeraria, contra cuya pared trasera se encontraba el sarcófago, que casi ocupaba la pared en ancho y alto. El tamaño del corredor que conduce a la tumba sugiere que el sarcófago grande y pesado fue llevado por partes a la cámara y luego ensamblado allí.
Junto al sarcófago en la pared derecha de la cámara funeraria, se colgaron cinco objetos de plata con clavos de hierro, incluido un espejo. La fina lámina de plata con la que está hecho sugiere que no fue fabricado para el uso diario, sino solo como un elemento del ajuar sepulcral. El borde del espejo, decorado con un patrón de ondas, está dorado.
Los otros objetos eran un recipiente para ungüentos (alabastrón) con una banda ondulada bañada en oro, un raspador (strigilis), con el que durante el baño se raspaba el aceite de limpieza, el sudor y el polvo del cuerpo, pero que también podía haber sido utilizado para la depilación, un pequeño cubo (sítula) y un recipiente para pomada o maquillaje con tapa (píxide) decorado con guirnaldas talladas y el borde de la tapa bañados en oro. El espejo se encontró todavía pegado a la pared cuando se descubrió la tumba pero los otros cuatro objetos habían caído al suelo después de que sus clavos se oxidaran y desintegraran.

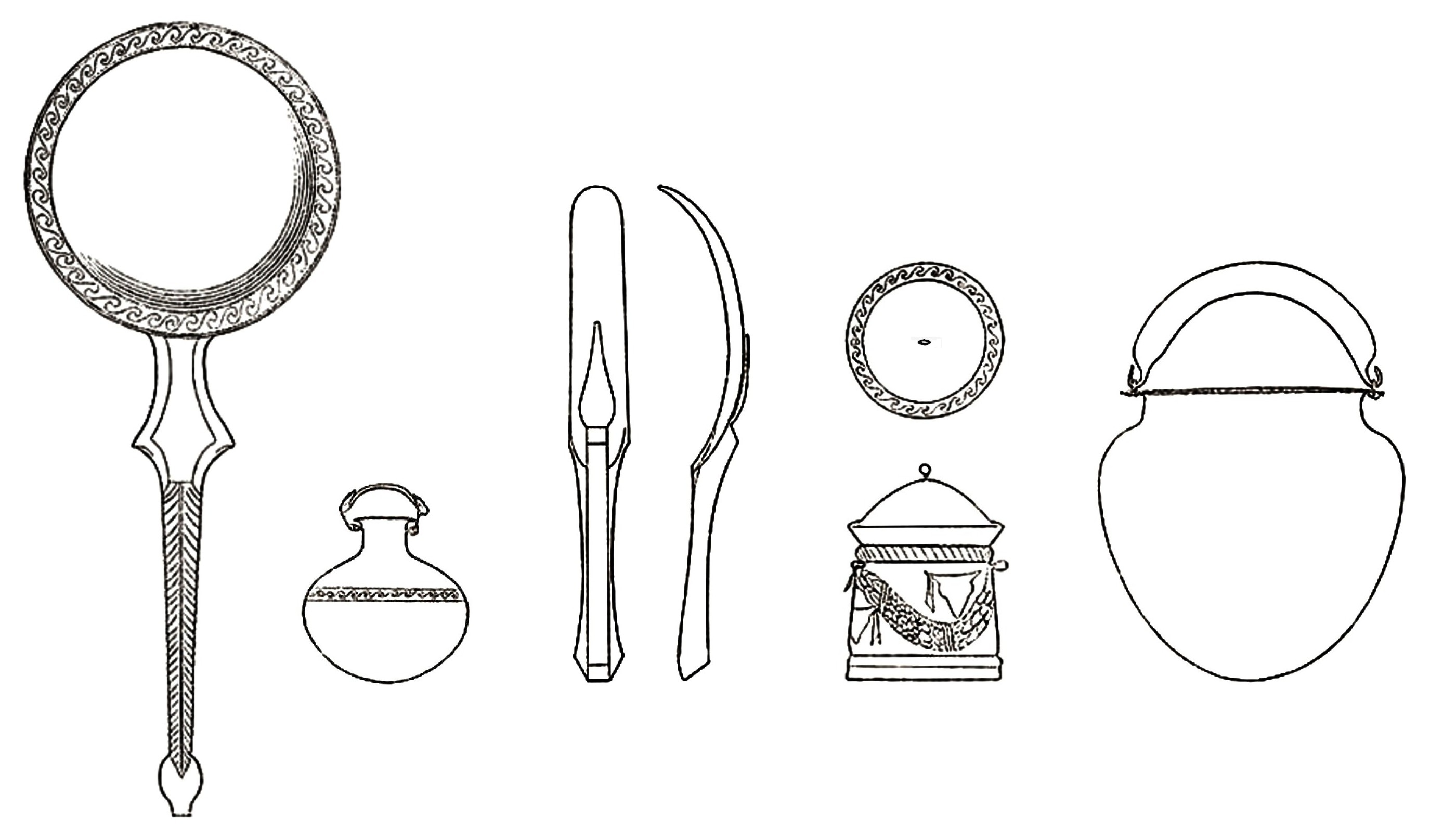
Objetos encontrados en la tumba de Seianti Hanunia Tlesnasa: espejos, alabastrón, strigilis, píxide y situla (dibujo de Monumentos antiguos).

La rareza y el tamaño del sarcófago, que certifica el acceso a los mejores artesanos, y la construcción de una tumba individual para la difunta dan fe de la riqueza y el alto estatus de esta aristócrata etrusca. Por lo común, toda una familia compartía una tumba de varias cámaras en un cementerio público. Sin embargo, es probable que las tumbas individuales hayan estado originalmente en propiedad privada. Sin embargo, no está claro por qué el ajuar funerario de la difunta era tan económico en comparación con su pariente Larthia Seianti, cuya tumba estaba alojada en una cripta familiar, pero contenía significativamente más ajuar funerario.
El descubrimiento se informó por primera vez en 1886 en la "Anmerkungie degli scavi di antichità" (noticias sobre excavaciones antiguas) y en las Comunicaciones del Instituto Arqueológico Imperial Alemán, Departamento Romano. En los países de habla alemana, el descubrimiento se mencionó por primera vez en 1891 en el Volumen I, Monumentos antiguos del Instituto Arqueológico Alemán. Primero, el sarcófago pasó a manos del arqueólogo clásico Wolfgang Helbig. En 1887, el Museo Británico de Londres pudo comprar el sarcófago.

## Antecedentes históricos

Mapa del territorio etrusco y zona de influencia con las ciudades más importantes.

Chiusi (la etrusca Clevsin), ubicada en la zona montañosa del norte de Etruria, fue una de las ciudades etruscas más importantes y uno de los asentamientos más antiguos de los etruscos. Pertenecía a la Liga de las Doce Ciudades. Lars Porsena procedía de Chiusi. En el siglo VI a. C. gobernó la ciudad y pudo conquistar Roma. Las relaciones con Roma no siempre fueron hostiles. Cuando en 390 a. C. Chiusi fue atacada por los galos, los romanos acudieron al rescate, tras lo cual los galos se volvieron contra Roma. Durante el siglo IV a. C. el declive del poder de la ciudad se vuelve arqueológicamente visible. Al comienzo del siglo III a. C. el área alrededor de Chiusi fue escenario de la lucha de los romanos contra galos, etruscos y umbros (batalla de Sentino). La familia Seianti puede haber sido originalmente de la cercana Sentinum y haber huido de allí a Chiusi después de la batalla.
La difunta probablemente procedía de la misma familia aristocrática que Larthia Seianti. Ambas mujeres habrían vivido tiempos turbulentos, en los que había disturbios y guerras, incluida la segunda guerra púnica que barrió el centro de Italia y Chuisi quedó bajo la influencia romana. Con la construcción de la Vía Cassia, el norte de Etruria se conectó directamente con la poderosa Roma y fue colonizada con asentamientos romanos. A menudo se trataba de asentamientos agrícolas rurales gestionados por antiguos legionarios romanos (veteranos) mientras las ciudades etruscas del norte mantuvieron su orden aristocrático-oligárquico. Aparentemente, la familia Seianti también logró mantener su prosperidad. Esto permitió honrar a las dos mujeres con magníficas tumbas. Los sarcófagos de este tipo se encuentran entre las últimas creaciones de arte genuinamente etruscas. Solo 150 años después la cultura etrusca se había disuelto por completo en el curso de la romanización, y su lengua y arte habían desaparecido.